# Pseudocollyris shooki
Pseudocollyris shooki – gatunek chrząszcza z rodziny biegaczowatych i podrodziny trzyszczowatych. Jedyny z monotypowego rodzaju Pseudocollyris.

## Taksonomia
Gatunek ten opisany został po raz pierwszy w 2021 roku przez Bi Wenxuana i Jürgena Wiesnera. Opisu dokonano na podstawie pojedynczej samicy odłowionej w 2017 roku w Nabangu w powiecie Yingjiang na terenie chińskiego Junnanu. Nazwę rodzajową ukuto od rodzaju Collyris, który owad ten przypomina wyglądem mimo przynależności do innego plemienia. Epitet gatunkowy nadano na cześć koleopterologa Gary’ego Shooka.

## Morfologia
Chrząszcz o silnie wydłużonym ciele długości około 14 mm i szerokości około 4 mm. Głowa jest duża, tak szeroka jak pokrywy, 1,3 raza szersza niż dłuższa, ubarwiona błyszcząco czarno z niebieskawozielonym połyskiem na nadustku, niebieskawofioletowym w okolicach oczu i czułków oraz niebieskawym na policzkach. Warga górna jest trochę dłuższa niż szeroka i ma trzy zęby na przednim brzegu. Czoło jest lekko pomarszczone. Oczy złożone są duże i wyłupiaste. Ciemię ma trzy wciski, z których środkowy jest poprzeczny. Pomarszczona potylica jest tak długa jak średnica oka. Czułki są krótkie i smukłe. Przedplecze jest około półtora raza dłuższe niż szerokie, czarne z niebieskawym do niebieskawozielonego połyskiem, poprzecznie pomarszczone, za kołnierzem przednim i przed kołnierzem tylnym silnie przewężone. Zarys tarczki jest trójkątny. Pokrywy są wydłużone i lekko poszerzone z tyłu, ponad dwukrotnie dłuższe niż szerokie, na całej powierzchni pokryte głębokimi i gęstymi punktami, miejscami łączącymi się w poprzeczne rowki. Ubarwienie tła pokryw jest ciemnobrązowe z fioletowymi do niebieskawozielonych połyskami. Na tym tle występuje para jasnych, wąskich, poprzecznych przepasek położonych pośrodku pokryw i rozciągających się od ich bocznych brzegów do ⅓ ich szerokości. Tylna para skrzydeł jest w pełni wykształcona. Odnóża mają smukłe, nierozszerzone stopy.

## Rozprzestrzenienie
Gatunek orientalny, znany tylko z lokalizacji typowej w południowych Chinach.